# جشنواره بین‌المللی فیلم بی‌کلام گلوب
جشنواره بین‌المللی فیلم بیکلام گلوب (GISFF) یک رویداد سالانه با تمرکز بر تصویر و سینمای بی کلام است که هر سال در یکی از دانشگاه‌ها یا مراکز آکادمیک معتبر جهانی برگزار می‌شود. با توجه به سیاست تغییر سالانه‌ی محیط‌های آکادمیک برای میزبانی جشنواره، زمان برگزاری جشنواره از فوریه تا آوریل می‌تواند متفاوت باشد.

## تاریخچه
این جشنواره در سال ۱۳۹۴ توسط علیرضا قاسمی تحت عنوان جشنواره بین‌المللی فیلم بی‌کلام تأسیس شد و سال اول به میزبانی دانشگاه هنر تهران برگزار گردید. در این دوره فیلم‌هایی از سراسر جهان در دوبخشِ بین‌المللی و ملی و در چهار دستهٔ داستانی، مستند، انیمیشن و سینمای تجربی رقابت کردند.
دوره دوم جشنواره به دبیری رها امیرفضلی و با افزایش همکاری‌های فرهنگی بین‌المللی با میزبانی دانشگاه ایالتی میشیگان برگزار شد. این دورهٔ جشنواره نیز در همان چهار دستهٔ قبلی و به صورت بین‌المللی برگزار شد.
سومین دورهٔ جشنواره در دانشگاه ویسکانسین-مدیسون ایالت ویسکانسین آمریکا به دبیری رها امیرفضلی برگزار شد. فیلم‌های این دورهٔ جشنواره در پنج بخش داستانی، مستند، تجربی، انیمیشن و کوتاهِ کوتاه با یکدیگر رقابت نمودند.
| دوره  | سال برگزاری | دبیر          | هیئیت داوران | هیئت گزینش                                                                                               |
| ----- | ----------- | ------------- | --- | --- |
| نخست  | ۱۳۹۵        | علیرضا قاسمی  | بخش ملی: مهرداد اسکویی، مجید اسلامی، نگار جواهریان، صفی یزدانیان، بهرام توکلی بخش بین‌المللی: محمود کلاری، هایده صفی‌یاری، فاطمه معتمدآریا، دانا پولان | آناهیتا قزوینی‌زاده، کاوه قهرمان، مارتین هانس اشمیت، مسعود سفلایی، محمد نجاریان، محمد حدادی و مرتضی گلکار |
| دوم   | ۱۳۹۶        | رها امیر فضلی | پیمان معادی، هایده صفی‌یاری، هومن بهمنش، مجید برزگر، بابک کریمی، مهرداد اسکویی و شهرام مکری                                                           | محمد حدادی، سارا طبیب‌زاده، امین دهقان، جیانلوکا بالا، داریو جوریلی و علیرضا قاسمی                        |
| سوم   | ۱۳۹۷        | رها امیر فضلی | محمود کلاری، کامبوزیا پرتوی، بهرام دهقان، بهرام توکلی، هومن سیدی، آن ماری فلمینگ و حمیدرضا نصیری                                                     | ویرجین ویدریش، روبن سالازار، فرشته پرنیان، محید مرتضوی و هدی اثنی‌عشری                                    |
| چهارم | ۱۳۹۸        | رها امیرفضلی  | محمد آلادپوش، مریم کشکولی‌نیا، ارد عطارپور، انسیه ملکی، ریچارد راسکین و پرویز جاهد                                                                    | درناز حاجی‌ها، کوروش عطایی، تي‌یام یابنده، ملودی بولیسیر و اینادلسو کوسا                                   |
| پنجم  | ۱۳۹۹        | نسترن درگرایی | پگی اهوش, رضا درمیشیان، ایدا پناهنده، سپیده عبدالوهاب، علی قاضی، همایون امامی، مریم مهاجر                                                            | آرمان فیاض، عطا مجابی، فاطمه احمدی، حسام اسلامی،هدی اثنی عشری.                                           |

## هفته فیلم صامت
هفته فیلم صامت بخشی جنبی از جشنواره است. این رویداد یک هفته قبل یا همزمان با اکران‌های رقابتی جشنواره برگزار میشود و شامل نمایش، نقد و بررسی فیلم‌هایی از حوزه سینمای بی‌کلام مدرن و کلاسیک از تاریخ سینما می‌باشد.
نخستین دوره‌ی هفته‌ی فیلم صامت با همکاری موزه‌ی هنرهای معاصر تهران برگزار شد. تمرکز اصلی این دوره از این رویداد بر فیلم‌های ویکتور شوستروم بود. در کنار اکران آثار شوستروم آثاری از کارگردانان دیگر دوران صامت سینما مانند یاشوهیرو اوزو، فریتز لانگ، موریس اشتیلر، کارل تئودور درایر، رابرت وینه و کارلهینز مارتین نیز اکران شدند. 
دومین دوره‌ی این رویداد همزمان با اکران‌های جشنواره، در دانشگاه ایالتی میشیگان برگزار شد. در این دوره تمرکز رویداد بر آثار کارل تئودور درایر بود.
سومین دوره‌ی هفته‌ی فیلم صامت همزمان با اکران‌های اصلی، در دانشکدهٔ سینما و تئاتر دانشگاه هنر تهران برگزار شد. در این دوره از رویداد فیلم‌های بی کلامی از کارگردانان دوران صامت و دوران مدرن سینما به اکران در آمدند مانند: مارشال نیلمن، جوزف فون استرنبرگ، ادوارد سگویک، ادفری رجیو، مایکل دودک دِ ویت و کینگ ویدور.

## جامعه فیلم‌سازان فیلم بی‌کلام گلوب[۳]
حلقه ی فیلمسازان بی کلام گلوب در تابستان ۱۳۹۵ با هدف تمرکز بر ایجاد ارتباط میان فیلمسازان بی‌کلام و تسهیل روند فیلمسازی ، مشاوره و تولید در حوزه‌ی فیلم کوتاه توسط پوریا موسوی تأسیس گردید.
اولین و مهمترین هدف حلقه‌ی فیلمسازان بی‌کلام گلوب ایجاد بستری برای ارتباط فیلمسازان، تهیه‌کنندگان و فیلمنامه‌نویسان آثار حاضر در بخش رقابتی جشنواره‌ی بین‌المللی فیلم بی‌کلام گلوب می‌باشد.
با توجه به اهمیت و جایگاه ویژه‌ی اعضای حلقه‌ی فیلمسازان بی‌کلام گلوب، اعضای این خانواده هر ساله ضمن مشاهده‌ی آثار راه یافته به بخش مسابقه‌ی جشنوارهٔ بین‌المللی فیلم بی کلام گلوب ، برنده‌ی جایزه‌ی خلاقیت هر دوره‌ی جشنواره را تعیین می نمایند.
این مجموعه در حوزه‌ی تولید و پخش با گزیده‌نگری و تمرکز بر کیفیت آثار، به مشارکت در تهیه‌ی دو اثر کوتاه "وقت نهار" و "جنون" پرداخت. فیلم کوتاه وقت نهار به کارگردانی علیرضا قاسمی و تهیه‌کنندگی علیرضا قاسمی و حلقه‌ی فیلم سازان بی‌کلام گلوب تاکنون موفق به حضور در بخش رقابتی فیلم کوتاه هفتادمین دوره ی جشنواره ی فیلم کن گردیده است.

## جوایز
- بهترین فیلم داستانی
- بهترین فیلم مستند
- بهترین فیلم انیمیشن
- بهترین فیلم تجربی
- بهترین فیلم کمتر از سه دقیقه
- بهترین کارگردانی
- بهترین فیلمنامه
- جایزه ویژه هیات داوران
- جایزه ویژه تماشاگران
- جایزه ویژه دبیر جشنواره
- جایزه خلاقیت(حلقه فیلم‌سازان بی‌کلام گلوب)[۱][۶]

## برندگان دوره‌های پیشین
| بخش رقابتی             | Winner                                                                                      |
| ---------------------- | ------------------------------------------------------------------------------------------- |
| بهترین فیلم داستانی    | “Pure” به کارگردانی Jędrzej Ziembiński                                                      |
| بهترین فیلم انیمیشن    | “Bloeistraat 11” به کارگردانی Nienke DEUTZ                                                  |
| بهترین فیلم تجربی      | “Wishing Well” به کارگردانی Sylvia Schedelbauer                                             |
| بهترین فیلم مستند      | “Slow and Sluggish” به کارگردانی Delavar Doustanian                                         |
| بهترین فیلمنامه        | “Doffice” به کارگردانی David Leclercq                                                       |
| بهترین کارگردانی       | “Ouroboros” به کارگردانی Emma Keehan                                                        |
| جایزه ویژه هیات داوران | “Wet Graveyard ” به کارگردانی Maryam Yavari و “When We Swim” به کارگردانی “Portlynn Tagavi” |
| جایزه خلاقیت           | “Symbiosis” به کارگردانی Paul Raillard                                                      |

| بخش رقابتی                   | برنده                                                  |
| ---------------------------- | ------------------------------------------------------ |
| بهترین فیلم داستانی          | "Animal" با کارگردانی Bahman and Bahram Ark            |
| بهترین فیلم انیمیشن          | "Clouds" با کارگردانی Diego Maclean                    |
| بهترین فیلم تجربی            | "Phantom Cinema" با کارگردانی Li-ming Cheng            |
| بهترین فیلم مستند            | "Sub Terrae" با کارگردانی Nayra Sanz Fuentes           |
| بهترین فیلم کمتر از سه دقیقه | "Nursed Back" با کارگردانی Dani Pearce                 |
| بهترین کارگردانی             | “Travelers in the night" با کارگردانی Ena Sendijarevic |
| بهترین نمایشنامه             | "Travelers in the night" با کارگردانی Ena Sendijarevic |
| جایزه ویژه هیات داوران       | "Do you like me now?" با کارگردانی Chris Shimojima     |
| جایزه خلاقیت                 | "Chase" با کارگردانی Paraic Mc Gloughlin               |

| بخش رقابتی             | برنده                            | کاندیداها |
| ---------------------- | -------------------------------- | --- |
| بهترین فیلم داستانی    | Fishy Story                      | - Fishy Story با کارگردانی Aleksandra Szymanska - Villa Mnemosine با کارگردانی Ruben Salazar - The Preparation با کارگردانی Giorgi Tsilosani - Hunting Day با کارگردانی Ivo Skansti? - Copy Shop با کارگردانی Virgil Widrich |
| بهترین فیلم تجربی      | Oneiria                          | - Light Study با کارگردانی Josephine Massarella - Passenger Fantasy با کارگردانی Neil Needleman - Oneiria با کارگردانی Jeroen Cluckers                                                                                       |
| بهترین فیلم انیمیشن    | SWITCHMAN                        | - We are the immigrants با کارگردانی Cataline Matamoros - Pain با کارگردانی Nadya Fedotova - Dream با کارگردانی Golnaz Moghaddam - Switchman با کارگردانی Mehdi Khoramian - Once upon a line با کارگردانی Alicja Jasina      |
| بهترین فیلم مستند      | Object                           | - Sotto با کارگردانی Ina Ferlan - Object با کارگردانی Paulina Skibinska - All seasons become one با کارگردانی Shannon Michael Terry                                                                                          |
| بهترین فیلمنامه        |                                  | - Copy Shop با کارگردانی Virgil Widrich - The Child با کارگردانیValeria Valentina Bolivar - Fishy Story با کارگردانی Aleksandra Szymanska                                                                                    |
| بهترین کارگردانی       | The Preparation                  | |
| جایزه ویژه هیات داوران | "Copy Shop" و "Once Upon a line" | |
| جایزه خلاقیت           | Object                           | |

| بخش رقابتی             | برنده                                                               | کاندیداها |
| ---------------------- | ------------------------------------------------------------------- | --- |
| بهترین فیلم مستند      | در پناه بلوط                                                        | - "شبانکاران" از امیرمحمد خوارزمی - "در پناه بلوط" از مهدی نورمحمدی |
| بهترین فیلم داستانی    | به هر چهار کاندیدا تعلق گرفت                                        | - "تهران، خانی‌آباد،1366" از عماد حسینی - "تنازع" از مسعود حاتمی - "6:05" از شهره رعایتی                                                                                                   |
| بهترین فیلم انیمیشن    | Sandman                                                             | - "Ms. Flowerhead" از سارا طبیب‌زاده - "Sandman" از مهسا سمانی - "جیرینگ" از علیرضا نصرنی - "دخترک آت‌آشغالی" از محمد زارع و شلاله خیری - "Why not should you kill a bug?" از فرهاد علیزاده |
| جایزه ویژه هیات داوران | "Ms. Flowerhead" از سارا طبیب‌زاده و "شبانکاران" از امیرمحمد خوارزمی | |
| بهترین تدوین           | فرشاد عباسی و میثم رازفر برای "6:05"                                | - حمید نجفی‌راد برای "تنازع" - مهدی موذنیان برای "شبانکاران" - فرشاد عباسی و میثم رازفر برای "6:05"                                                                                        |
| بهترین فیلم‌برداری      | آرش فیوضی برای "فراز"                                               | - محمد حدادی برای "تنازع" - مهدی نورمحمدی برای "در پناه بلوط" - صادق زنگنه برای "شبانکاران" - آرش فیوضی برای "فراز"                                                                       |
| بهترین کارگردانی       | مسعود حاتمی برای "تنازع"                                            | - شهره رعایتی برای "6:05" - عماد حسینی برای "تهران، خانی‌آباد، 1366" - مسعود حاتمی برای "تنازع"                                                                                            |
| جایزه ویژه دبیر        | "Syncronocity" با کارگردانی محمدرضا رحیم‌پور                         | |
| جایزه ویژه تماشاگران   | "Stripy" با کارگردانی بابک و بهنود نکویی                            | |

| بخش رقابتی             | برنده                           | کاندیداها                                                                                    |
| ---------------------- | ------------------------------- | -------------------------------------------------------------------------------------------- |
| بهترین تدوین           | walk in frames                  | - walk in frames - duellum                                                                   |
| بهترین فیلم‌برداری      | lost village                    | - lost village - all there is                                                                |
| بهترین انیمیشن         | "Blood money" و "Gans"          | - birdy wouaf wouaf - electro fly - gans - blood money - autumn leaves - one day in july     |
| جایزه ویژه هیات داوران | autumn leaves                   |                                                                                              |
| بهترین فیلم مستند      | "this is joe" و "to be born"    | - to be born - touch of freedom - this is joe - the breath of thundra                        |
| بهترین فیلم داستانی    | 5:55                            | - 5:55 - puzzle - my awesome sonorous life - interval - duellum - lost village               |
| بهترین فیلم تجربی      | Chamber Music                   | - focus on infinity - walk in frames - the loops of emptiness - chamber music - displacement |
| جایزه ویژه دبیر        | focus on infinity               |                                                                                              |
| جایزه ویژه تماشاگران   | "dinner for few" و "toxic tale" |                                                                                              |